# Nasty (rapper)
Bianca Boyd, beter bekend onder haar pseudoniem Nasty, is een Nederlandse vrouwelijke rapper.

## Biografie
Nasty deed in 1988 in Amsterdam mee aan de Nederlandse kampioenschappen rappen. Ze werd daar eerste in de klasse Dutch Female Rapper. Het jaar 1990 richtte ze de hiphouse/Eurodance-act "2 static" op en onder de naam Nasty Cat verzorgde zij de commerciële refreins en raps. Producent Martin Boer tekende voor de muziek.
In 1990 verscheen ze tevens als gastrapper op de cd Styles van Ben Liebrand met het nummer I Wish.
De eerste single Boy I'll House Ya werd meteen een grote clubhit. Ook de opvolgende singles werden Europese clubhits, in sommige landen haalden de singles zelfs de (pop)hitlijsten. Nasty tekende voor een acht maanden MTV Swatch-tournee om met 2 Static door heel Europa te toeren met onder meer 24/7, Captain Hollywood en Leila K.
In 1993 had Melodie MC een Europese hit met het nummer Dum Da Dum, waarin een sample was verwerkt van een rap uit het nummer Feel the Beat van 2 Static.
Margriet Koedooder sloot namens Nasty een overeenkomst met de eigenaar van Virgin voor haar tekst en compositierechten.
Nasty kwam begin 1996 op het idee om het Nederlandstalige r&b-nummer Een moment zonder jou te schrijven en deed dit met haar muzikale partner Nic Vegter. Haar uitgever bood het aan Ruth Jacott aan, die op dat moment aan een nieuw album werkte. Het nummer bleef echter op de plank liggen. Ze besloot de overstap te maken en haar eerder geschreven Een moment zonder jou zelf op te nemen en uit te brengen. Het nummer wordt geproduceerd door Rutger Kroese.
De single verscheen in de nazomer van 1996 en werd een grote hit. Haar tweede single Hou me vast volgde begin 1997. Nasty ontving in april dat jaar de TMF-Award voor de Meest Veelbelovende Act van 1997.
Aan het eind van het jaar verscheen haar eerste soloalbum, Kleurenblind, geproduceerd door Nic Vegter, Henry Chu, Kurtis Mantronik, Rutger Kroese en Nasty. Het album bracht drie singles voort: Een moment zonder jou, Stapelgek op jou en Jij & ik. In 2005 verscheen Nasty nog als gastrapster op de dubbel-cd Styles XL van Ben Liebrand, met wie zij eerder succes boekte door op de remix van Ryan Paris Dolce Vita te rappen.
In 2019 werd Moment – een cover van Een moment zonder jou – van Kris Kross Amsterdam, Kraantje Pappie en Tabitha een hit.

## Discografie

### Albums
| Album met eventuele hitnotering(en) in de Nederlandse Album Top 100 | Datum van verschijnen | Datum van binnenkomst | Hoogste positie | Aantal weken | Opmerkingen |
| ------------------------------------------------------------------- | --------------------- | --------------------- | --------------- | ------------ | ----------- |
| Kleurenblind                                                        | 1997                  | -                     |                 |              |             |

### Singles
| Single met eventuele hitnotering(en) in de Nederlandse Top 40 | Datum van verschijnen | Datum van binnenkomst | Hoogste positie | Aantal weken | Opmerkingen |
| ------------------------------------------------------------- | --------------------- | --------------------- | --------------- | ------------ | ----------- |
| Een moment zonder jou                                         |                       | 23-11-1996            | 4               | 9            |             |
| Hou me vast                                                   |                       | 29-3-1997             | tip             |              |             |
| Stapelgek op jou                                              | 1997                  |                       |                 |              |             |
| Jij & ik                                                      | 1998                  |                       |                 |              |             |